# ゴールデンゲート海峡

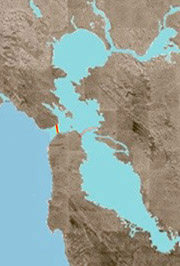
ゴールデンゲート海峡（赤線部分）

ゴールデンゲート海峡（ゴールデンゲートかいきょう、Golden Gate、金門海峡）は、アメリカ合衆国カリフォルニア州サンフランシスコ市北側にある海峡。サンフランシスコ湾と太平洋を繋ぐ。

## 命名
1846年、ジョン・フリーモント船長がゴールデンゲート海峡と命名した。「ゴールデンゲート（金門）」という名は、コンスタンチノープル（現在のイスタンブール）にある有名な湾、金角湾にちなんだものである。角の形をした金角湾と違い、湾の入り口が門のようになっているということで金門と命名された。黒海への入り口を扼する場所にある金角湾と、サンフランシスコ湾への入り口にあるこの海峡を類比したものであろうか。1849年に金鉱が発見されると、多くの人がカリフォルニアに殺到したが、中国人労働者のように、海を渡ってきた人々にとっては、この海峡はまさに「金への門」となり、フリーモント船長の命名は、予言的な意味をもつことになった。

## 交通
- ゴールデンゲートブリッジ - 長らく世界一の長さを誇った吊り橋。ゴールデンゲート海峡を横断する。南端がサンフランシスコ市、北端がサウサリート市に接続する。